# Dragunov
Snajperskaja Vintovka Dragunova (SVD) (ryska: Снайперская винтовка Драгунова, Prickskyttegevär, System Dragunov) är ett Sovjetiskt, halvautomatiskt skarpskyttegevär.

## Historia
Prototypen SVD-137 deltog 1963 i en utvärdering tillsammans med två andra vapen och blev efter omfattande tester uttagen för utprovning i Röda armén. En provserie om 200 vapen tillverkades och testades i större skala och 1964 startade serieproduktionen vid vapenfabriken i Izjevsk.

## Konstruktion

### Mekanism
SVD är ett halvautomatiskt vapen med gaslås. Gascylindern som sitter på pipans ovansida liknar den på AK-47. Gaspistongen som är friliggande inuti handskyddet har kort slag och rör sig endast så mycket som krävs för att låsa upp slutstycket innan den återfjädrar. Slutstycket låses till patronläget med tre låsklackar på ett vridbart slutstyckshuvud. När gaspistongen driver slutstycket bakåt vrids slutstyckshuvudet ur låsningen och slutstycket fortsätter bakåt av rekylkraften. När magasinet är tomt hakas slutstycket upp i öppet läge.

### Pipan
Pipan som har fyra räfflor är förkromad invändigt för att förhindra korrosion och minska slitaget. Stigningen var från början 320 mm men ökades i senare varianter till 240 mm för att kunna skjuta pansarbrytande ammunition. Den ökade stigningen minskade mynningshastigheten till 810 m/s.

## Ammunition

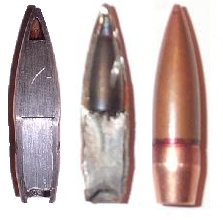
7N1-kulor i genomskärning.

För precisionsskytte används speciell prickskytteammunition som heter 7N1. Den har en tandemkärna med härdat stål fram och bly bak inneslutet i en stålmantel. 1999 började 7N1 att ersättas med 7N14 som saknar tandemkärna och i stället har en härdad stålkärna. Med den högre stigningen i de moderna piporna går det även att skjuta pansarbrytande-, brand- och spårljus-ammunition avsedd för kulsprutor.

## Sikte

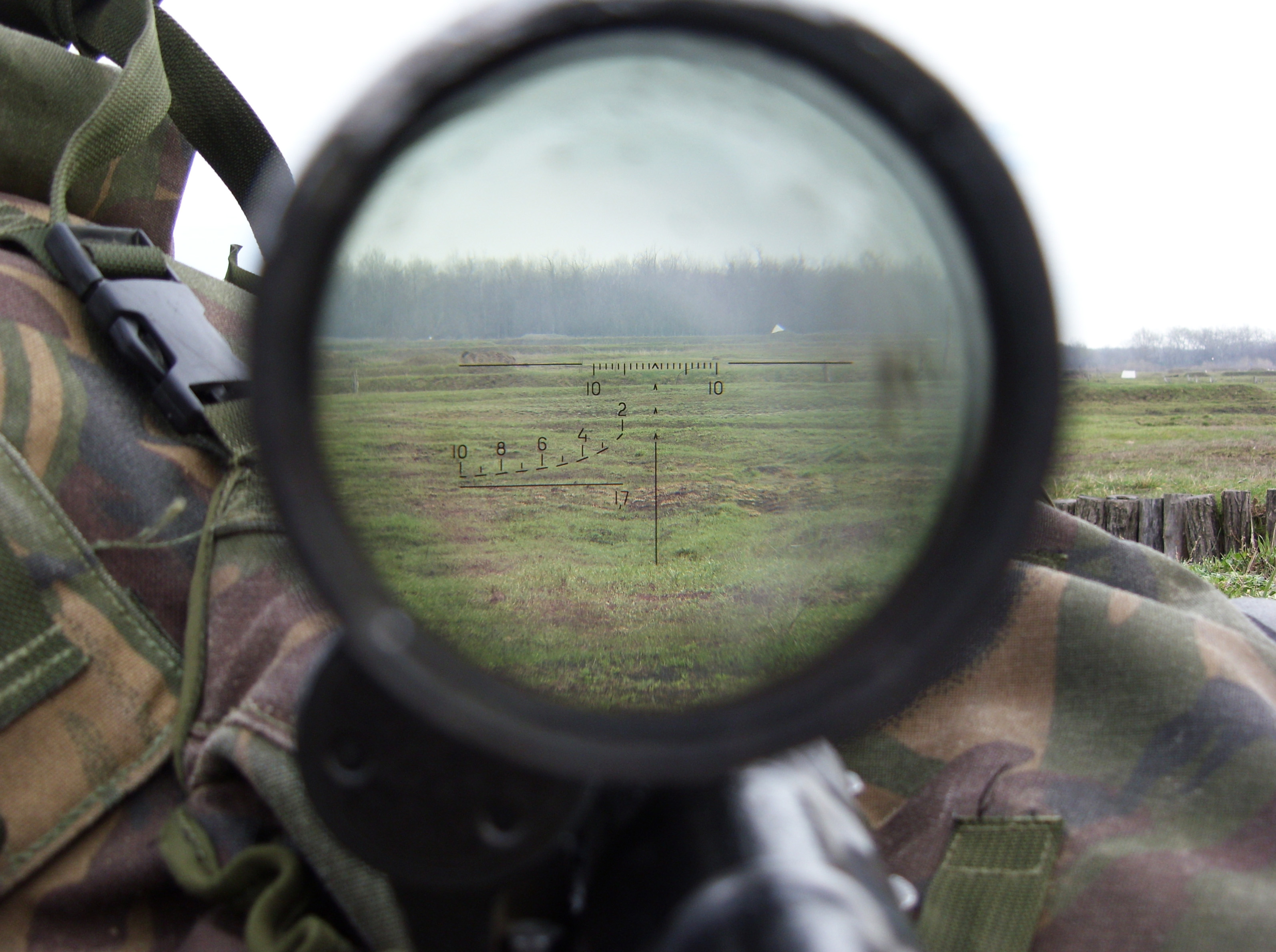
Kikarsiktet PSO-1.

Dragunov används vanligen med kikarsiktet PSO-1 som ger 4x förstoring och är graderat upp till 1200 meter. PSO-1 har en mycket genomtänkt streckplatta som gör det relativt enkelt för skytten att bedöma avstånd, framförhållning och vindkompensation. Streckplattan är upplyst av en liten batteridriven lampa vilket underlättar skjutning i svagt ljus.
För skjutning i mörker kan SVD förses med det ljusförstärkande mörkersiktet NSPU. NSPU kan monteras på många olika vapen och är inte konstruerat specifikt för att användas för prickskytte. Den effektiva räckvidden nedgår därför till 600 meter med NSPU.
Geväret har också ett reservsikte som är identiskt med siktet på AK-47, fast med en längre visirlinje.

## Användning
På grund av erfarenheterna från stora fosterländska kriget har användningen av prickskyttar i Röda Armén skiljt sig från västmakternas arméer och SVD är därför designad efter andra förutsättningar. SVD är tänkt att användas av en skarpskytt ingående i en infanteripluton som även ska kunna delta i plutonens strid när han inte agerar prickskytt. Det är därför som SVD är halvautomatisk och även har andra likheter med automatkarbiner som till exempel möjligheten att montera en bajonett. En skarpskytt på plutonsnivå befinner sig ofta närmare striden än en renodlad prickskytt och har därmed inte samma behov av extrem precision. Därför har SVD:n gjort avkall på precisionen genom att pipan är relativt lätt, knappast tjockare än pipan på en automatkarbin, och genom att öka räfflingens stigning. Trots det har SVD har fortfarande mycket god, om än inte exceptionellt god, precision med en träffbild om cirka 5 cm på 100 meters håll.

## Brukare
- Afghanistan Afghanistan
- Albanien Albanien
- Vitryssland Vitryssland
- Bulgarien Bulgarien
- Kina Kina: Norinco-tillverkad kopia med namnet Type 79 med något kortare kolv.
- Tjeckien Tjeckien
- Finland Finland: 7.62 TKIV Dragunov (TKIV = tarkkuuskivääri henkilömaaleja vastaan
- Georgien Georgien
- Ungern Ungern
- Indien Indien (licenstillverkade)
- Iran Iran (licenstillverkade)
- Irak Irak: Al Kadesiah är en lokalt tillverkad kopia av SVD med större likheter med AK-47
- Kazakstan Kazakstan
- Kirgizistan Kirgizistan
- Nicaragua Nicaragua
- Polen Polen (SWD-M)
- Rumänien Rumänien (licenstillverkade)
- Ryssland Ryssland
- Slovakien Slovakien
- Sovjetunionen Sovjetunionen
- Tadzjikistan Tadzjikistan
- Turkiet Turkiet
- Turkmenistan Turkmenistan
- Ukraina Ukraina
- Uzbekistan Uzbekistan
- Venezuela Venezuela (nyligen inköpta)
- Wikimedia Commons har media som rör Dragunov.